# Acacia durabilis
Acacia durabilis är en ärtväxtart som beskrevs av Bruce R. Maslin. Acacia durabilis ingår i släktet akacior, och familjen ärtväxter. Inga underarter finns listade i Catalogue of Life.